# Saisaari (ö i Södra Karelen, Imatra)
Saisaari är en ö i Finland. Den ligger i sjön Pihlajavesi och i kommunen Ruokolax i den ekonomiska regionen  Imatra ekonomiska region  och landskapet Södra Karelen, i den södra delen av landet, 240 km nordost om huvudstaden Helsingfors. Öns area är 1 hektar och dess största längd är 220 meter i sydöst-nordvästlig riktning.